# Eudes d'Aquitaine
Ne doit pas être confondu avec Eudes de Poitiers, duc d'Aquitaine (1038-1039).
Pour les articles homonymes, voir Eudes.
Eudes (Eudon, Eudo, Oto et Odo), est duc d’Aquitaine et de Vasconie vers 681 jusqu'à sa mort en 735.
Fils de Loup Ier, d’origine vasconne, à son accession au titre de duc, le duché allié aux Vascons et ennemi des Francs, s'étend de la Loire jusqu'au-delà Pyrénées, avec Toulouse comme capitale, ainsi que la Vasconie ultérieure.
Lors de la guerre civile des Francs, Eudes prend le parti du roi de Neustrie Chilpéric II face à Charles Martel et à Clotaire IV d'Austrasie, ce qui accroît la reconnaissance de son autorité sur l'Aquitaine. La coalition  de Chilpéric, de  son maire du palais Raganfred et de Eudes, est battue par Charles lors de la bataille de Néry le 14 octobre 719, Eudes retourne dans ses terres avec le roi Chilpéric, qu'il protège. Son exil prend fin cette meme année, à la suite du décès du roi Clotaire IV, mis en place par Charles. Eudes remet Chilpéric en avant et obtient la paix avec le duc des Francs Charles ; Chilpéric est proclamé roi de tous les Francs avec l'assentiment de Charles.
Durant son règne Eudes doit aussi faire face aux raids des Omeyyades venus d'Espagne, qu'il parvient à repousser dans un premier temps (bataille de Toulouse en 721). Vers 732, les Omeyyades reprennent l'avantage sur les Aquitains ; Eudes fait alors appel à Charles Martel. Les Francs prennent la direction de la contre-attaque, stoppant les Omeyyades en 732, entre Poitiers et Tours. Eudes ressort de cette bataille très affaibli politiquement. Le duché devient définitivement vassal des Francs après sa mort en 735.

## Biographie
Il enlève aux rois de Neustrie et d'Austrasie les pays nommés depuis Nivernais, Vivarais et Provence arlésienne (687-715).[réf. nécessaire]

Duchés d'Aquitaine et de Vasconie (710-740).

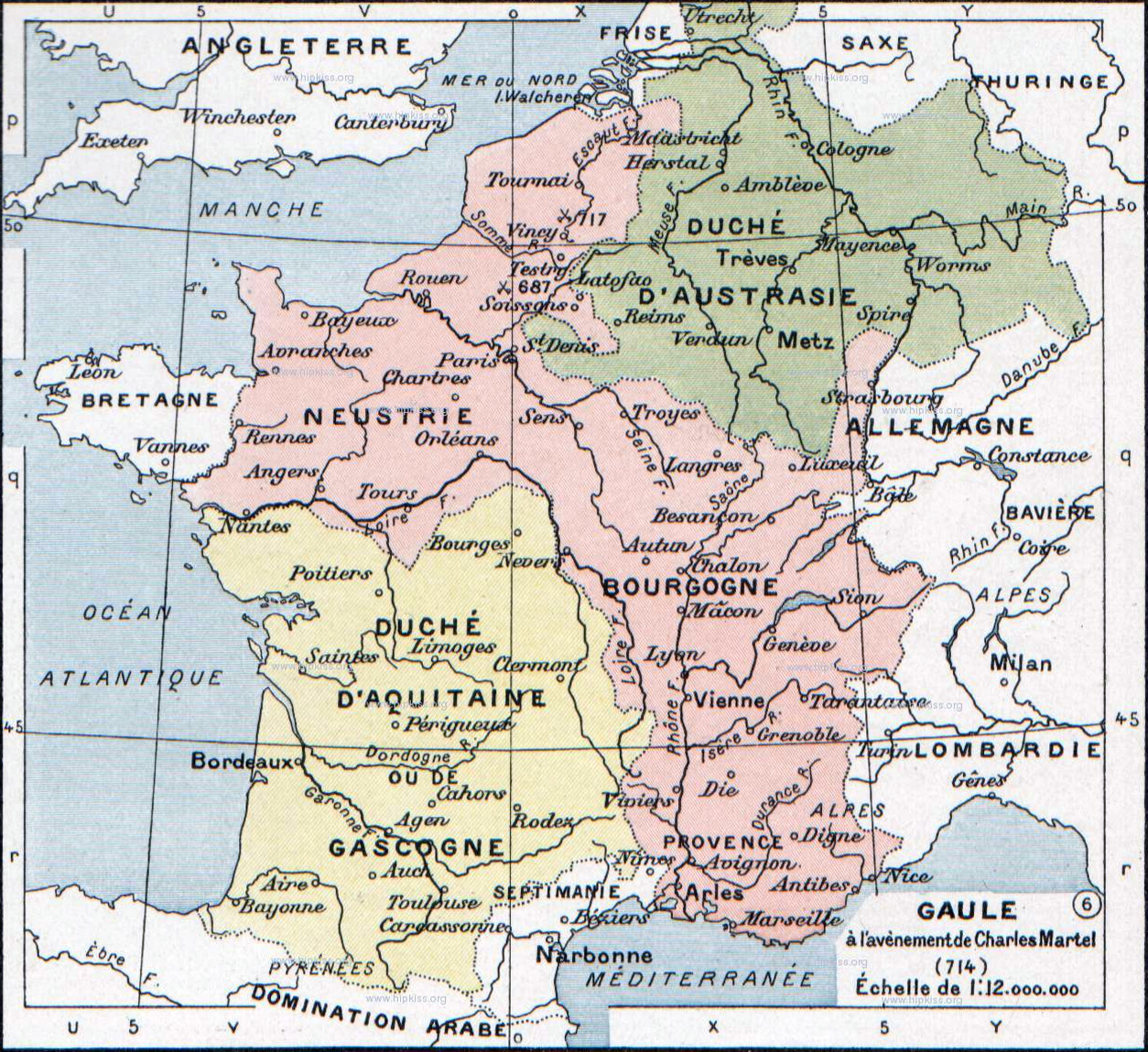
Gaule à l'avènement de Charles Martel (714). Paul Vidal de La Blache, Atlas général d'histoire et de géographie (1912).

Le royaume de Neustrie du roi Chilpéric II se voit aidé par le maire du palais Rainfroy, que les Austrasiens accusent de prétendre au trône avec le qualificatif de « tyrannus ». Charles Martel bat Rainfroy à Vinchy le 21 mars 717,, malgré son alliance avec les Frisons païens. Rainfroy se rabat sur les Vascons qui forment la majeure partie des troupes d’Eudes. « C’est pourquoi Chilpéric et Rainfroy envoient une ambassade auprès d’Eudes pour obtenir son alliance contre Charles Martel. Ils lui offrent le royaume et des dons ». Eudes est donc reconnu officiellement roi d’Aquitaine par le roi de Neustrie. Cependant, la force militaire manque au Gallo-Romain du Sud-Est, ce qui permettra à Charles Martel de supprimer son indépendance très rapidement.
À la manière de Dagobert Ier, vice-roi d'Austrasie, Judicaël, duc ou roi des Bretons, de Chramn et de Caribert II, nommés tous deux rois d’Aquitaine, il y a une tradition franque du vice-royaume (Unterköningtum). Lorsque Chilpéric II et Rainfroy accordent un « royaume et des dons » à Eudes, ils ne livrent pas le royaume de Neustrie à Eudes mais paient une alliance par la reconnaissance du vice-royaume d’Aquitaine et la scellent par un échange de dons selon un cérémonial rigoureusement identique à celui qui régla la rencontre entre Judicaël et Dagobert Ier. Ils la donnent contre une reconnaissance de son indépendance et le titre de roi. Eudes se reconnaît soumis à Chilpéric II puisqu'il n’entre pas en relation avec le roi d’Austrasie et refuse d’obéir au maire du palais austrasien. Juridiquement, le vice-roi d’Aquitaine est légitimement reconnu comme seigneur-roi « domnus princeps ».
Une alliance étant faite et une armée, commandée par Chilpéric II, Rainfroy et Eudes, part en découdre contre Charles Martel mais leur inflige une défaite le 14 octobre 719 entre Senlis et Néry près de Soissons. Eudes réussit à s'enfuir avec une partie de ses hommes et passe au sud de la Loire. Il accueille ensuite Chilpéric à Toulouse, mais refuse de reprendre la lutte contre les Francs. Il livre d’ailleurs Chilpéric en 720 à Charles Martel contre un traité de paix.
Eudes a besoin de cette paix pour pouvoir affronter les Arabes, qui conquièrent l’Espagne depuis 711 et ont pris Narbonne en 720. Il triomphe de l'émir Al-Samh ibn Malik al-Khawlani entre Toulouse et Carcassonne en 721 (bataille de Toulouse), et met aussi deux fois en déroute l'émir Anbasa ibn Suhaym Al-Kalbi, en 725 et 726. Les Sarrasins ont néanmoins pris Nîmes et Carcassonne (725).
En 731, Charles, l'accusant d'avoir violé le traité de paix de 720, passe la Loire à deux reprises et prend Bourges.
Il marie sa fille Lampégie avec Uthman ibn Naissa aussi nommé Munuza, gouverneur dissident de Cerdagne. Mais en 732, Munuza, en révolte contre le wali d'Espagne Abd-er-Rahman, est tué par les troupes de Gehdi ben Zeyan.
Les Omeyyades d’Espagne lancent alors deux offensives simultanées, une qui remonte la vallée du Rhône jusqu'à Sens, et l'autre conduite par Abd-er-Rahman qui franchit les Pyrénées, ravage l’Aquitaine, prend Bordeaux et défait les troupes d’Eudes dans une bataille sanglante au passage de la Dordogne ou de la Garonne.
Le duc d'Aquitaine s'enfuit et demande de l'aide à Charles Martel, son ancien ennemi. Celui-ci réunit une armée, la rencontre a lieu en octobre 732 près de Poitiers, donnant la victoire aux Francs.
Après avoir perdu Bordeaux, Eudes accepte la suzeraineté de Charles Martel et meurt en 735. 
Ses fils Hunald Ier et Hatton d'Aquitaine lui succèdent. La Chronique de Frédégaire mentionne Remistan comme un fils d'Eudes d'Aquitaine, oncle de Waifre à qui le roi Pépin Ier d'Aquitaine, fils de Louis le Pieux, confie un fief dans le Berry.
Issus de son mariage avec Adèle de Pfalzel  fille de Dagobert II : Sa fille Gerlinde de Pfazel qui a épousé le Duc Adalbert d'Alsace. Son fils Albéric (?-714/721) qui est le père de saint Grégoire d'Utrecht. Et Haderich (?-après 699).

## Dans la culture populaire
- Le groupe de folk métal gascon Boisson Divine a écrit une chanson traitant d'Eudes d'Aquitaine (et plus précisément de la bataille de Toulouse), nommée Caussada deus Martirs (« chaussée des Martyrs » en gascon) dans leur album Volentat (2015).

## Sources